# ایمیل داری
نامه داری (انگلیسی: You've Got Mail) فیلمی در ژانر کمدی رمانتیک به کارگردانی نورا افرون است که در سال ۱۹۹۸ منتشر شد.

## داستان
کاتلین کلین و فرانک ناواسکی که یک روزنامه‌نویس نیویورک آبزرور است به هم علاقه‌مند می‌شوند. فرانک بیشتر اوقات با ماشین تایپش مشغول است ولی کاتلین با لپ‌تاپ کار می‌کند و حساب ایمیل خود را بررسی می‌کند. فرانک که با نام مستعار Shopgirl وارد ایمیل خود می‌شود، یک نامه از NY152 دریافت می‌کند که نام مستعار Joe Fox است که در یک چت‌روم به نام «بالای سی ساله‌ها» با هم آشنا شده‌اند. وقتی صدای فرانک ایمیل را می‌خواند، پیش خود به محدودیت‌های ارتباط آنلاین فکر می‌کند، نام و طبقه اجتماعی، شغل و ارتباطات خانوادگی مشخص نیستند. جو یکی از اعضای خانواده فاکس است که در فاکس بوکس (فروشگاه زنجیره‌ای بزرگ کتابفروشی) Fox Books کار می‌کند. کاتلین در مغازه کنار خیابان The Shop Around The Corner کار می‌کند که از مادرش برایش به جا مانده است. این دو در مسیر کارشان از کنار هم رد می‌شوند در محله منهتن باختری. جو به محل کارش می‌رسد و در کنار دوستش کوین که مدیر شعبات است به راه‌اندازی یک شعبه جدید در نیویورک فکر می‌کنند. کاتلین و سه همکارش جورج، عمه بیردی، و کریستینا در آن صبح مغازه کوچکشان را باز می‌کنند.
مدتی بعد در همان روز جو همراه عمه یازده ساله‌اش آنابل و برادر چهار ساله‌اش متیو به مغازه کاتلین می‌روند تا بچه‌ها کتاب‌ها را ببینند. جو و کاتلین با هم گفتگو می‌کنند و کاتلین به جو می‌گوید نگرانی‌اش از این است که Fox Books بخواهد آنجا شعبه باز کند، کاتلین در این موقع هنوز نام فامیلی جو را نمی‌داند. جو نام خانوادگی خود را به فرانک نمی‌گوید، ناگهان دست بچه‌ها را می‌گیرد و از مغازه خارج می‌شود. همان هفته در یک گردهمایی کتابداران نیویورک، جو و کاتلین دوباره همدیگر را ملاقات می‌کنند و در آنجا کاتلین هویت واقعی جو را متوجه می‌شود. فرانک جو را به جاسوسی و فریب متهم می‌کند ولی او انکار می‌کند.
مغازه کنار خیابان The Shop Around The Corner کم‌کم بسته می‌شود و کاتلین وارد فاکس‌بوکس می‌شود. کاتلین در آنجا حقیقت واقعی مغازه را کشف می‌کند که روح دوستی و آرامش بر آنجا حاکم است اما برخلاف مغازه خودش خبری از کتاب‌های کودکان نیست. همکاران کاتلین هم هر کدام برای خود شغلی جدید پیدا می‌کنند، کریستینا به کاریابی می‌رود، جورج در اداره کودکان مغازه فاکس‌بوکس مشغول به کار می‌شود و بیردی بازنشست می‌شود.

## بازیگران
- تام هنکس
- مگ رایان
- گرگ کینر
- پارکر پوزی
- جین استاپلتون
- استیو زان
- دابنی کلمن
- هتر برنس
- کریس مسینا
- کارا سیمور
- دبورا راش
- سارا رامیرز
- هالی هرش